# Wenezuela w Formule 1

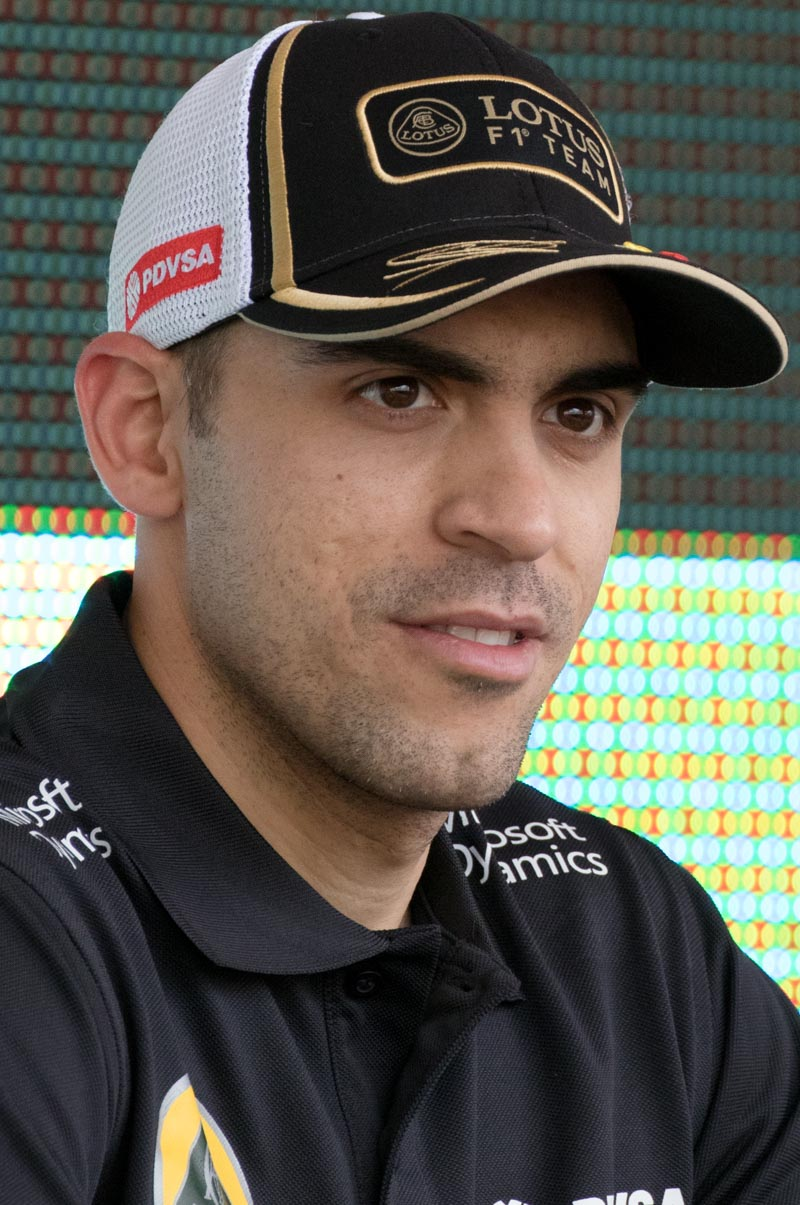
Pastor Maldonado, jedyny wenezuelski kierowca, który wygrał wyścig Formuły 1

W Mistrzostwach Świata Formuły 1 rywalizowało trzech wenezuelskich kierowców.
Pierwszym wenezuelskim kierowcą w Formule 1 był Ettore Chimeri. Został zgłoszony do wyścigu o Grand Prix Argentyny 1960, gdzie w kwalifikacjach zajął przedostatnie, 21. miejsce ze stratą 13,6 sekund do Stirlinga Mossa, wyprzedzając jedynie Antonio Creusa. Wyścig dla kierowcy zakończył się na 23. okrążeniu z powodu wycieńczenia. Był to jedyny wyścig Chimeriego w Formule 1, gdyż dwa tygodnie później zginął w treningu do wyścigu Gran Premio Libertad w Hawanie.
Johnny Cecotto był drugim reprezentantem Wenezueli w Formule 1. Po zdobyciu tytułu mistrzowskiego w Motocyklowych mistrzostwach świata w 1975 i wicemistrzostwa w Formule 2 w 1982, zadebiutował podczas Grand Prix Brazylii 1983 razem z zespołem Theodore Racing. W następnym wyścigu zajął szóste miejsce, zdobywając pierwszy i ostatni punkt w karierze. Został jednocześnie pierwszym wenezuelskim kierowcą, który zdobył punkty do klasyfikacji. W kolejnym sezonie jeździł w ekipie Toleman, razem z debiutującym wówczas Ayrtonem Senną. W dziesięciu wyścigach, tylko raz (w Kanadzie) ukończył wyścig. Po poważnym wypadku podczas kwalifikacji do Grand Prix Wielkiej Brytanii 1984, w którym złamał obie nogi, zaprzestał dalszego ścigania się w Formule 1. 
Ostatnim wenezuelskim kierowcą, który ścigał się w najważniejszej serii wyścigowej był Pastor Maldonado. W sezonach 2011-2015 reprezentował on barwy Williamsa i Lotusa. Jego kariera była silnie uzależniona od koncernu PDVSA, który finansował jego starty. W sezonie 2016 miał reprezentować reaktywowany zespół Renault, jednak niewywiązywanie się sponsora z warunków zawartych w umowie sprawiło, że utracił miejsce w zespole, a jego miejsce zajął Kevin Magnussen. Maldonado odniósł swoje jedyne zwycięstwo podczas Grand Prix Hiszpanii 2012, startując z pole position. Tym samym stał się pierwszym i jedynym Wenezuelczykiem, który zdobył pole position i wygrał wyścig Formuły 1.
Dwóch wenezuelskich kierowców pełniło funkcję kierowcy testowego. Pierwszym był Ernesto Viso, który jeździł w piątkowych treningach do Grand Prix Brazylii 2006 razem z ekipą Spyker MF1 Racing. Kolejnym był Rodolfo González, który jeździł w dziewięciu pierwszych piątkowych sesji treningowych, pełniąc jednocześnie funkcję kierowcy rezerwowego zespołu Marussia w sezonie 2013.

## Kierowcy
| Legenda oznaczeń w tabelach wyników Wyświetl szablon na nowej stronie | Legenda oznaczeń w tabelach wyników Wyświetl szablon na nowej stronie                                                                     |
| Oznaczenie                                                            | Wyjaśnienie |
| --------------------------------------------------------------------- | --- |
| Złoty                                                                 | Zwycięzca lub mistrzostwo |
| Srebrny                                                               | 2. miejsce lub wicemistrzostwo |
| Brązowy                                                               | 3. miejsce lub II wicemistrzostwo |
| Zielony                                                               | Ukończył, punktował (w klasyfikacji generalnej, gdy zdobył co najmniej jeden punkt na przestrzeni sezonu, poza trzema powyższymi opcjami) |
| Niebieski                                                             | Ukończył, nie punktował (w klasyfikacji generalnej, gdy nie zdobył co najmniej jednego punktu na przestrzeni sezonu)                      |
| Czerwony                                                              | Nie zakwalifikował się (NZ) |
| Czerwony                                                              | Nie prekwalifikował się (NPK) |
| Różowy                                                                | Nie ukończył (NU) |
| Różowy                                                                | Niesklasyfikowany (NS) (w klasyfikacji generalnej, gdy nie został sklasyfikowany w żadnym wyścigu sezonu)                                 |
| Czarny                                                                | Zdyskwalifikowany (DK) |
| Czarny                                                                | Wykluczony (WYK/EX) |
| Biały                                                                 | Nie wystartował (NW) |
| Biały                                                                 | Kontuzjowany (K/INJ) |
| Biały                                                                 | Wyścig odwołany (OD/C) |
| Bez koloru                                                            | Został wycofany (WYC/WD) |
| Bez koloru                                                            | Nie przybył (NP/DNA) |
| Bez koloru                                                            | Nie brał udziału w treningach (NT/DNP) |
| Bez koloru                                                            | Nie został zgłoszony (–) |
| Pogrubienie                                                           | Start z pole position |
| Kursywa                                                               | Najszybsze okrążenie wyścigu |
| †                                                                     | Nie ukończył, ale jego rezultat został zaliczony ze względu na przejechanie więcej niż 90% dystansu wyścigu.                              |
| *                                                                     | Sezon w trakcie |
| 1/2/3                                                                 | Punktowana pozycja w sprincie kwalifikacyjnym                                                                                             |
| Lista systemów punktacji Formuły 1                                    | |

| Sezon     | Kierowca         | Zespół            | Wygrane | Podium | Punkty | PP | NU | NZ | Źródło |
| --------- | ---------------- | ----------------- | ------- | ------ | ------ | -- | -- | -- | ------ |
| 1960      | Ettore Chimeri   | Ettore Chimeri    | 0       | 0      | 0      | 0  | 1  | 0  | [ 8 ]  |
| 1983-1984 | Johnny Cecotto   | Theodore, Toleman | 0       | 0      | 1      | 0  | 10 | 5  | [ 9 ]  |
| 2011-2015 | Pastor Maldonado | Williams, Lotus   | 1       | 1      | 76     | 1  | 28 | 0  | [ 10 ] |